# Двоструки задатак
Двоструки задатак је поступак у експерименталној неуропсихологији који захтева од појединца да обавља два задатка истовремено, како би се упоредио учинак са условима једног задатка. Када су резултати перформанси на једном и/или оба задатка нижи када се раде истовремено у поређењу са одвојено, ова два задатка ометају један другог, и претпоставља се да се оба задатка такмиче за исту класу ресурса за обраду информација у мозгу.
На пример, рецитовање поезије док возите бицикл су два задатка која се могу обављати подједнако добро одвојено и истовремено. Међутим, рецитовање поезије током писања есеја требало би да погорша перформансе бар једног од ова два задатка, јер се међусобно ометају.
Тумачење парадигми са двоструким задацима следи гледиште да су људски ресурси за обраду ограничени и дељиви и да се могу поделити у неколико класа.